# Schwebefähre Rochefort
Die Schwebefähre Rochefort (franz.: Pont transbordeur de Rochefort oder Pont à transbordeur de Martrou) ging im Jahr 1900 in Betrieb und ist das Werk des französischen Ingenieurs Ferdinand Arnodin. Seit dem Jahr 1976 ist das Bauwerk als Monument historique anerkannt.

## Beschreibung
Diese Schwebefähre ist ein Ingenieurbauwerk, das die beiden Ufer der Charente zwischen Rochefort und Échillais miteinander verbindet, ohne den Schiffsverkehr zum Marinearsenal und dem Hafen von Rochefort zu behindern. Sie ist die letzte ihrer Art in Frankreich.
Auf jeder Seite der Charente befinden sich jeweils zwei stählerne Pylone von 68 m Höhe. Ein 175 m langer Brückenträger verbindet die Stützen in 50 m Höhe über dem Hochwasserstand. Eine von diesem Brückenträger abgehängte Gondel ermöglicht den Fahrgästen von einem Ufer an das andere zu gelangen.

## Geschichte
Die Arbeiten an der Schwebefähre mit dem Ziel, eine für den wachsenden Verkehr unzureichende Fähre zu ersetzen, begannen 1898 unter der Leitung von Ferdinand Arnodin. Die Brücke wurde am 29. Juli 1900 nach 27 Monaten Bauzeit eingeweiht. Sie hatte 586.500 Francs nach damaligen Preisen gekostet und konnte bei jeder Überfahrt 200 Personen oder 9 zweispännige Fuhrwerke und 50 Personen befördern. Ihre Tragkraft betrug 14 Tonnen. Die Überfahrt dauerte, einschließlich der nötigen Zeit, um auf die Fähre zu fahren und diese wieder zu verlassen, vier Minuten.
Zwischen 1933 und 1934 wurden umfangreiche Sanierungsmaßnahmen erforderlich, da man bei einigen Bauteilen Ansätze von Brüchen entdeckt hatte. Die maximale Tragkraft der Gondel wurde dabei auf 16 Tonnen erhöht.
In der Nachkriegszeit wurden weitere Verstärkungen vorgenommen. Da die Wartezeiten inzwischen auf Grund des zunehmenden Verkehrs immer länger wurden, baute man 250 m flussabwärts 1967 eine Hubbrücke.

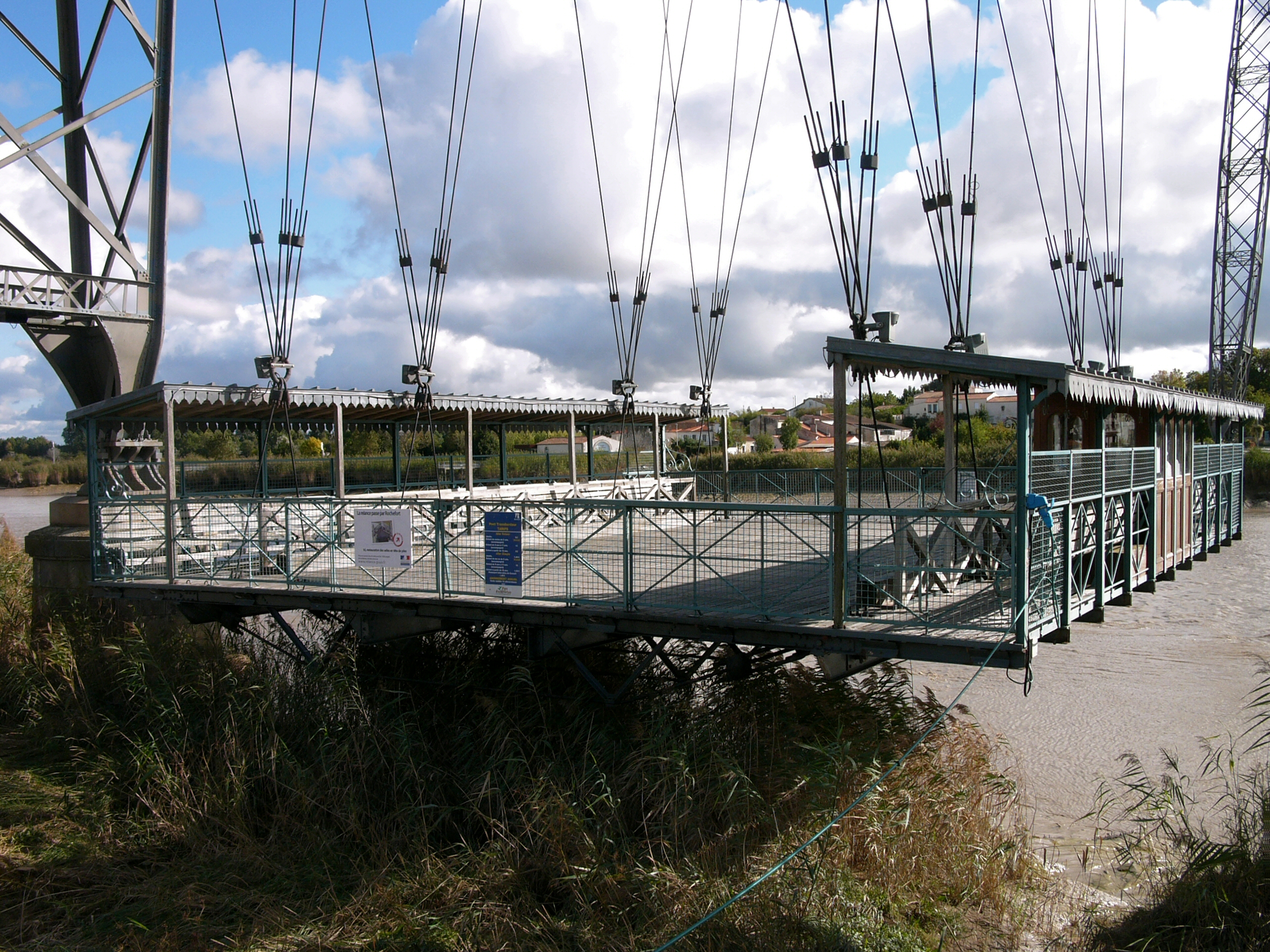
Fährplattform (nacelle)

Im Jahr 1975 wurden finanzielle Mittel in Höhe von 1,4 Millionen Francs für den Abriss der Schwebefähre bereitgestellt. Aber am 30. April 1976 erhielt sie den Status eines Monument historique und entging so der Zerstörung.
Von 1990 bis 1994 wurde die Brücke für 7 Millionen Francs generalsaniert. Gleichzeitig wurde die Hubbrücke wegen des weiter zunehmenden Straßenverkehrs durch eine mautpflichtige feste Straßenbrücke aus Spannbeton mit zweimal zwei Fahrstreifen ersetzt (Viaduc de Martrou, 1991 eingeweiht). Danach wurde die Hubbrücke abgerissen; nur die Fundamente der Pfeiler und die südliche Zufahrt blieben erhalten.
Heute dient die Schwebefähre Rochefort hauptsächlich dem Tourismus. Es werden Fußgänger und nicht zulassungspflichtige Fahrzeuge (z. B. Fahrräder) befördert.

## Sonstiges
Die Schwebefähre diente im Jahr 1966 als Kulisse für die Eröffnungsszene des Films Die Mädchen von Rochefort von Jacques Demy mit Catherine Deneuve und ihrer Schwester Françoise Dorléac, in der die Gondel zur Bühne für eine Choreografie wurde.